# Маріанна Крайчирова
Маріанна Крайчирова (чеськ. Marianna Krajčírová, словац. Marianna Krajčírová), після одруження Маріанна Неметова (чеськ. Marianna Némethová, словац. Marianna Némethová, 1 червня 1948, Кошиці) — чехословацька гімнастка, призерка Олімпійських ігор і чемпіонату Європи, чемпіонка світу.

## Біографічні дані
Маріанна Крайчирова росла у спортивній сім'ї — її батько був тренером з гімнастики. У 16 років Маріанна ввійшла до складу збірної Чехословаччини.
На Олімпіаді 1964 Маріанна Крайчирова була наймолодшим учасником олімпійської збірної Чехословаччини — 16 років, 141 день. У складі гімнастичної команди вона зайняла 2-е місце в командному заліку. В індивідуальному заліку вона зайняла 22-е місце. Також зайняла 8-е місце — у вправах на брусах, 31-е — у вправах на колоді, 15-е — в опорному стрибку та 40-е — у вільних вправах.
На чемпіонаті світу 1966 Маріанна Крайчирова завоювала золоту медаль в командному заліку. В індивідуальному заліку вона зайняла 7-е місце.
1967 року на чемпіонаті Європи Крайчирова завоювала бронзові медалі в індивідуальному заліку і у вправах на брусах.
На Олімпіаді 1968 Маріанна Крайчирова зайняла 2-е місце в командному заліку. В індивідуальному заліку вона зайняла 9-е місце. Також зайняла 22-е місце — у вправах на брусах, 22-е — у вправах на колоді, 4-е — в опорному стрибку та 7-е — у вільних вправах.

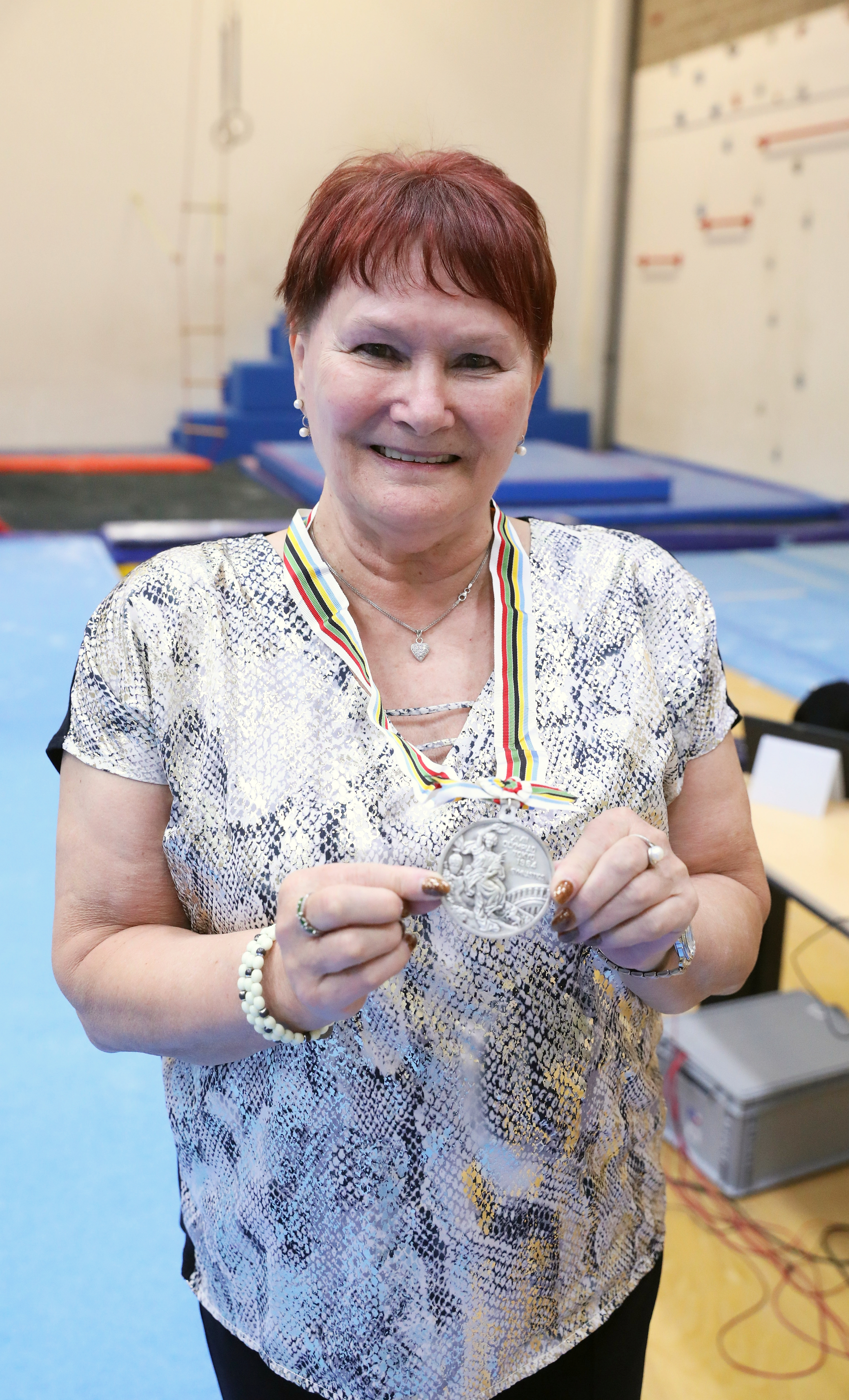
Маріанна Неметова зі срібною олімпійською медаллю

На чемпіонаті світу 1970 Маріанна Неметова була капітаном жіночої команди Чехословаччини і завоювала бронзову медаль в командному заліку. Також зайняла 4-е місце у вправах на брусах.
На Олімпіаді 1972 Маріанна Неметова зайняла 5-е місце в командному заліку. В індивідуальному заліку вона зайняла 18-е місце. Також зайняла 14-е місце — у вправах на брусах, 14-е — у вправах на колоді, 10-е — в опорному стрибку та 19-е — у вільних вправах.
Після завершення виступів працювала тренером. Після того, як Словацька республіка стала самостійною державою, Неметова була обрана почесним членом Словацької федерації гімнастики.